# Водні ресурси Харківської області

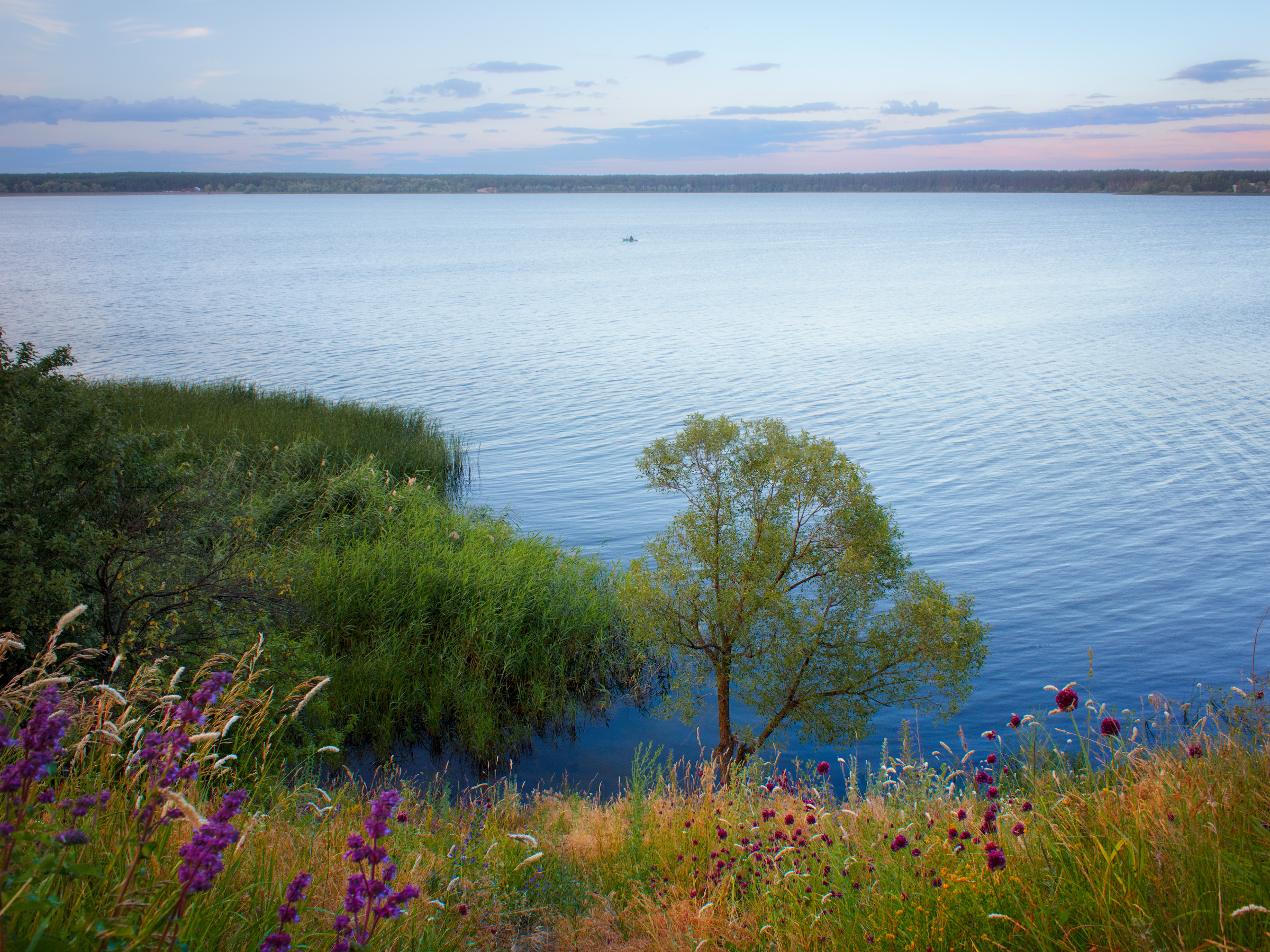
Печенізьке водосховище

Водні ресурси Харківської області — поверхневі та підземні води території Харківщини, які використовуються або можуть бути використані у побуті та господарській діяльності людини. Водні ресурси забезпечують життєдіяльність людей, існування тваринного і рослинного світу, вони є обмеженими та уразливими природними об'єктами. Географічне розташування області та її природні умови створили можливості для використання мережі річок та підземних вод. Великих озер на території області немає. До Азовського та Чорного морів України Харківщина немає виходу. Для ефективного використання вод суходолу області створені штучні водні об'єкти: водосховища, ставки та канали.

## Використання
Використання водних ресурсів Харківської області поділяється на декілька напрямків:
- для водоспоживання сільського господарства, галузями промисловості та населенням. Для цього здійснюється забір води з штучних водойм, водоносних горизонтів з наступним постачанням до підприємств промисловість, сільського господарства, житлово-комунального господарство та інших;
- для використання безпосередньо водойм у гідроенергетиці, рибному господарстві, туризмі, водному спорті, рекреації тощо.

Основними споживачами води в Харківській області є житлово-комунальне господарство — 63 %, промисловість — 35 %, сільське господарство — 1 %.

## Характеристика
Харківська область розташована на вододілі двох річкових басейнів. По території області протікає річки Сіверський Донець (басейн р.Дон)  та ліві притоки Дніпра.  Харківська область має  низьку забезпеченість водними ресурсами — 1,8 % від загальних водних ресурсів України. На Сіверському Донцю побудовано Печенізьке водосховище, на лівій притоці Сіверського Дінця річці Оскіл побудовано Оскільське водосховище. Канал Дніпро-Донбас проходить по території області. Краснопавлівське водосховище є складовою частиною каналу Дніпро — Донбас. Забезпечення водою райони Харкова, Лозової, Первомайського здійснюється за рахунок перекидання води з Краснопавлівського водосховища, з Печенізького водосховища (водозабір у Кочетку) вода постачається до Харкова.
Джерелом водокористування в області є підземні води. У межах Харківської області головними водоносними горизонтами, які використовують для централізованого водопостачання, є бучацько-канівські та межигірсько-обухівські водоносні горизонти палеогену, мергельно-крейдяний та сеноман-нижньокрейдяний водоносний горизонт крейдового періоду мезозою. На півдні області придатними для водопостачання є горизонти, які залягають в тріасових відкладах. На стан 1 січня 2023 року прогнозні запаси підземних вод Харківської області дорівнюють 1 014,245 тис.м3 /добу, експлуатаційні запаси підземних вод 0,55038 тис.м3 /добу. Середня забезпеченість прогнозними ресурсами підземних вод на одного жителя Харківської області становить 1,29 м3/добу, експлуатаційні запаси мають 0,33 м3/добу на одну особу. Найбільші ресурси підземних вод має Балакліївський та Харківський райони. Підземні води використовуються через свердловини, колодязі та джерела.
За хімічним складом підземні води на Харківщині зустрічаються декілька типів: гідрокарбонатні натрієві, сульфатно-гідрокарбонатні, натрієво-магнієво-кальцієві, хлоридно-гідрокарбонатні, кальцієво-натрієві.

## Проблеми і заходи раціонального використання
Державним  агентством  водних  ресурсів  України  спільно  з  обласною військовою  адміністрацією  Харківської області здійснюється  розробка  Планів  управління річковими басейнами   для  досягнення  доброго  екологічного  стану  вод, В  районі  басейну  річки  Сіверського  Донця  визначено  головну  водно-екологічну проблему — забруднення  органічними  речовинами. Таке забруднення зумовлене  скидами  зворотних  (стічних)  вод  комунальних підприємств.  Результати державного моніторингу вод за даними Харківського регіонального центру з гідрометеорології перевищенням ГДК забруднюючих речовин спостерігалось у всіх річках області. Серед речовин нітроген амонійний, нітроген нітритний, хімічне споживання кисню (ХСК), біохімічне споживання кисню (БСК5). Очисні  споруди  міст  забезпечують  вилучення  не  більше  70 % органічних  речовин  зі  стоків. Найбільше надходження стічних  вод відбувається з міста Харків ( практично  66 %  за  БСК,  71 %  за  ХСК  органічних речовин). Відсутність  каналізаційної  мережі  в  селах  та  невисокий  рівень  підключення сільського  населення  до  каналізаційних  очисних  споруд  призводить  до забруднення  поверхневих  вод  органічними  речовинами.  Каналізаційні очисні  споруди  міських  агломерацій мають  біологічний  тип  очищення, що дозволяє видаляти не більше 35 % сполук азоту і 20 % фосфору.
| Забруднююча речовина, одиниця виміру | 2020 рік | 2021 рік | 2022 рік |
| ------------------------------------ | -------- | -------- | -------- |
| Азот амонійний, тис. тонн            | 0,387    | 0,372    | 0,220    |
| БСК 5, тис. тонн                     | 1,902    | 1,899    | 1,199    |
| Завислі речовини, тис. тонн          | 2,562    | 2,575    | 1,617    |
| Нітрати, тис. тонн                   | 5,81     | 5,875    | 3,900    |
| Нітрити, тис. тонн                   | 0,131    | 0,136    | 0,1      |
| Сульфати, тис. тонн                  | 41,2     | 41,412   | 25,386   |
| Сухий залишок, тис. тонн             | 15,183   | 14,236   | 4,653    |
| Хлориди, тис. тонн                   | 22,04    | 22,689   | 13,944   |
| ХСК, тис. тонн                       | 9,18     | 9,333    | 6,293    |
| Алюміній, тонн                       | 1,348    | 0,006    | 0,005    |
| Жири, масла, тонн                    | 0,25     | 0        | 0        |
| Залізо, тонн                         | 49,365   | 50,955   | 33,552   |
| Кальцій, тонн                        | 7,202    | 9,994    | 5,456    |
| Магній, тонн                         | 2,243    | 3,346    | 1,009    |
| Марганець, тонн                      | 0,039    | 0,032    | 0        |
| Мідь, тонн                           | 0,658    | 0,673    | 0,398    |
| Натрій, тонн                         | 7,344    | 12,010   | 6,005    |
| Нафтопродукти, тонн                  | 114,456  | 114,676  | 76,534   |
| Нікель, тонн                         | 3,724    | 3,704    | 2,465    |
| СПАР, тонн                           | 35,698   | 36,045   | 22,507   |
| Феноли, тонн                         | 0,204    | 0,200    | 0,141    |
| Фосфати, тонн                        | 564,2    | 540,916  | 355,626  |
| Фтор, тонн                           | -        | -        | -        |
| Хром 6+, тонн                        | 0,75     | 0,776    | 0,461    |
| Цинк, тонн                           | 3,992    | 4,02     | 2,629    |